# Templo conventual de San Francisco (Puebla)
El templo conventual de San Francisco es un templo religioso católico que pertenece a la jurisdicción eclesiástica de la Arquidiócesis de Puebla de los Ángeles, dedicado a las Cinco llagas de San Francisco. Fue el primer convento establecido en la ciudad de Puebla. Se ubica en la zona más antigua de la ciudad frente al cruce de las calles 14 oriente y bulevar 5 de mayo. En una de sus capillas se venera el cuerpo incorrupto del beato lego fray Sebastián de Aparicio.

## Historia

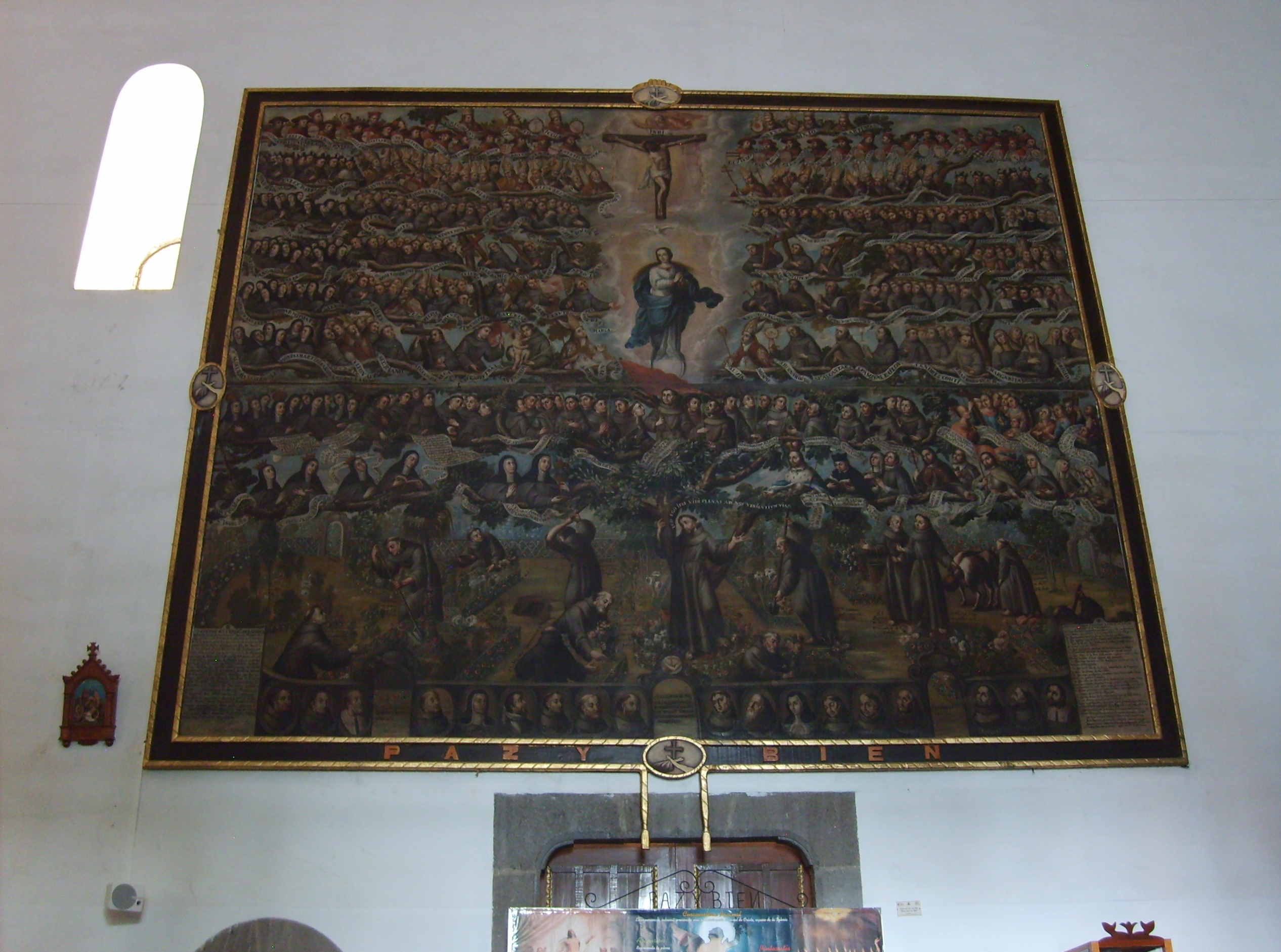
Árbol genealógico de la familia franciscana, cuadro mural de la nave.

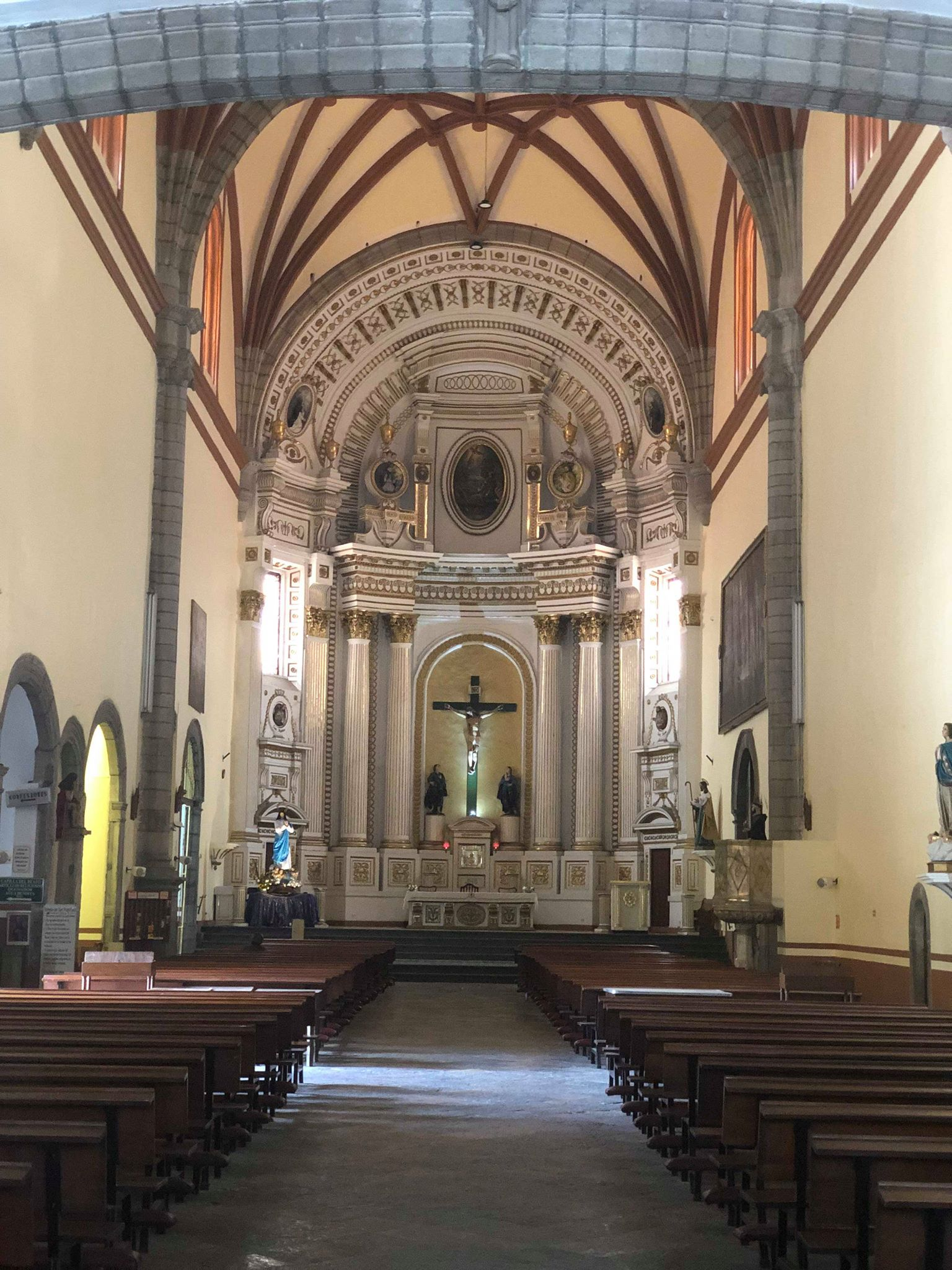
Interior de la iglesia

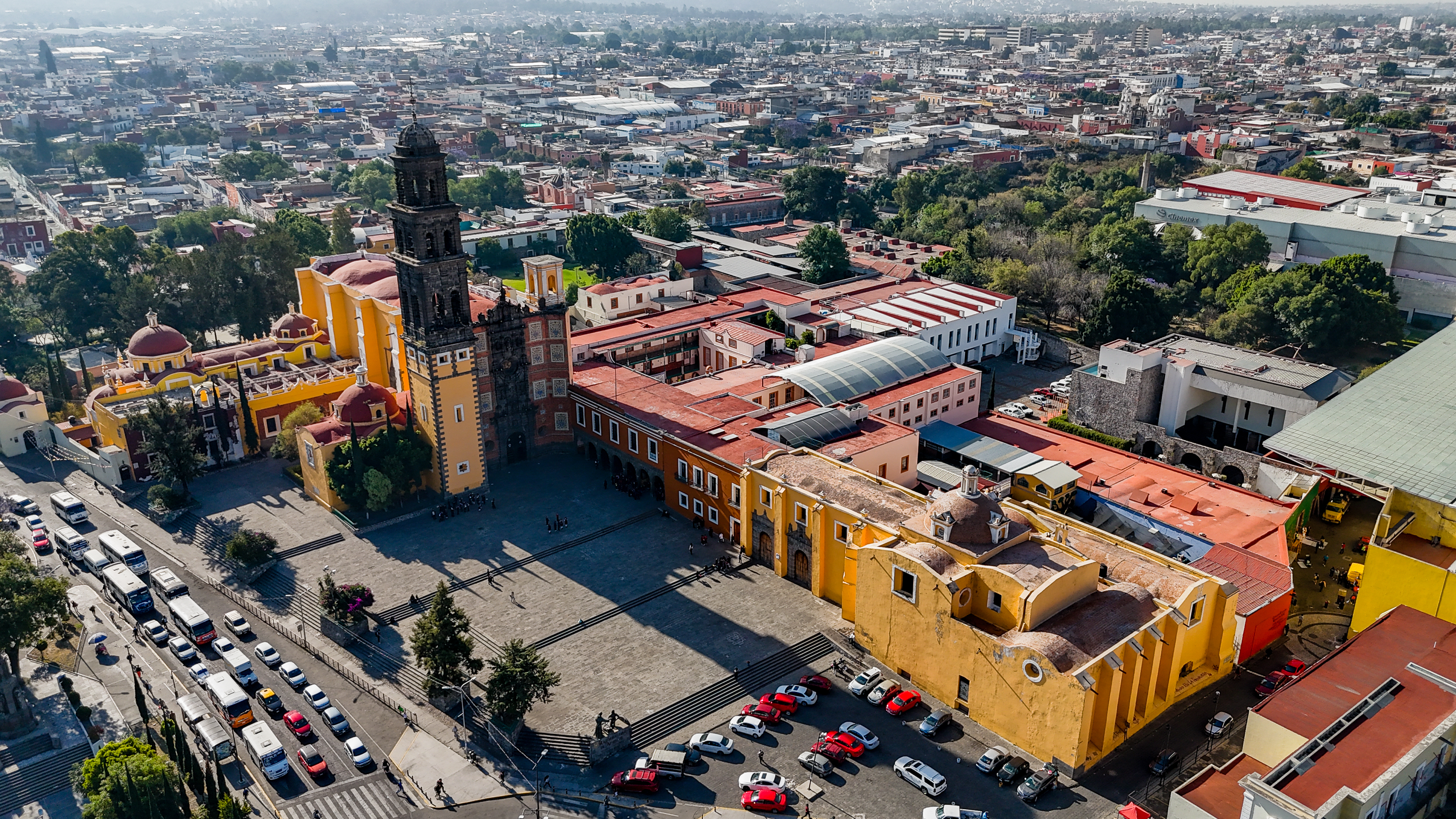
Vista general

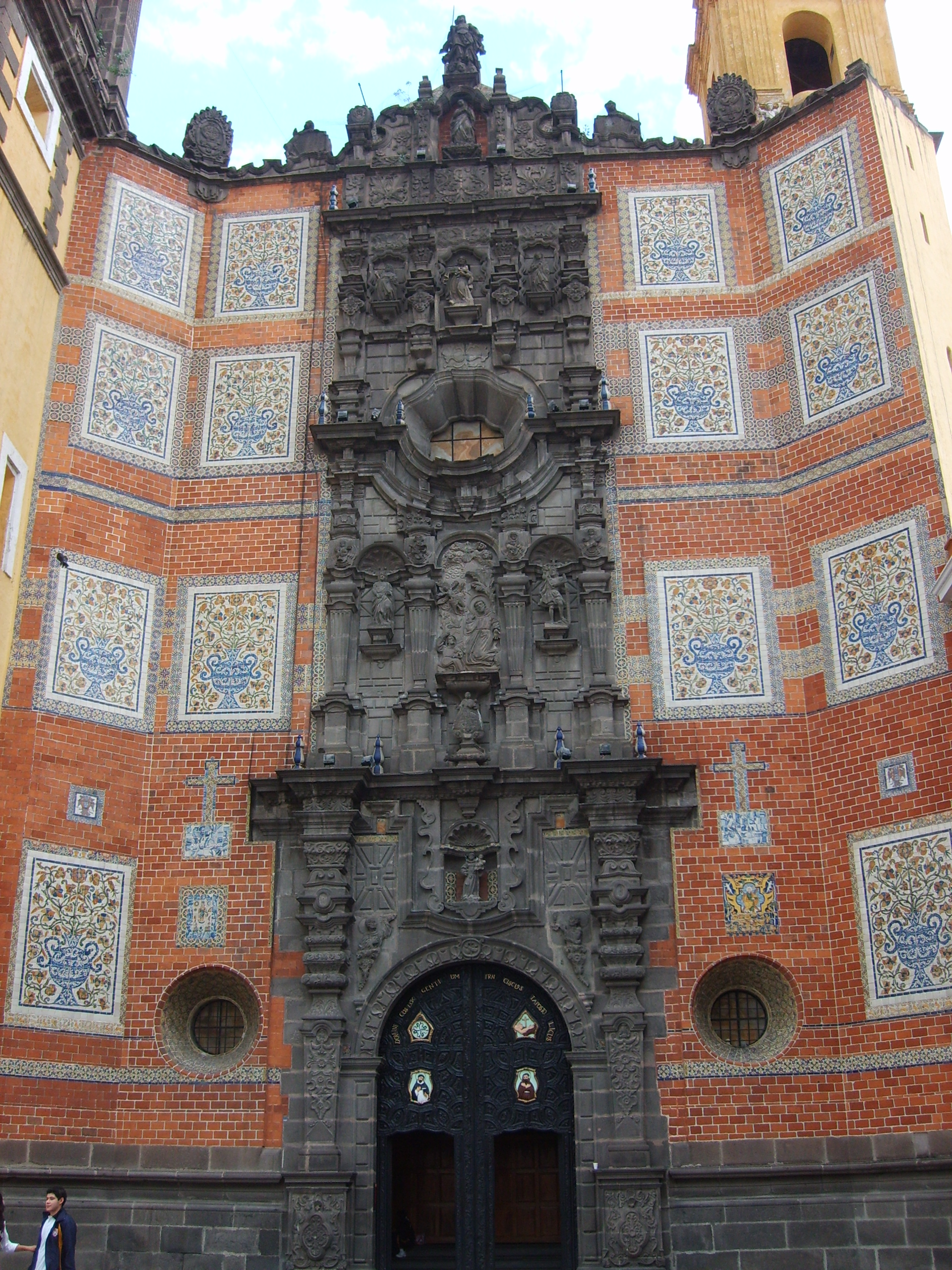
Vista del portal.

La historia de la ciudad de Puebla se halla estrechamente vinculada a las primeras órdenes religiosas establecidas en Nueva España. La primera de ellas, la de los frailes menores franciscanos, habían llegado en 1531 para fundar un primitivo establecimiento. Según Veytia, escogieron el sitio del actual templo de la Concordia donde permanecieron por tres años. Para 1535 establecieron su convento definitivo a la vera del camino real a Veracruz a la orilla del río que se llamaría de San Francisco. Fray Toribio de Benavente, quien había intervenido en la fundación de la ciudad, colocó la primera piedra del templo franciscano, donde han estado situados por más de 400. La primera iglesia fue terminada por fray Miguel Navarro quien fue 14° provincial de la orden franciscana por tres años. En aquel entonces lo habitaban 16 frailes y tres o cuatro novicios. Se halla escrito en 1585 lo siguiente: 

Nuestro convento es guardianía y casa de la comunidad de de la vocación de nuestro P. San Francisco; moran en el muchos frailes porque siempre hay estudio de artes o de gramática; hay también enfermería en aquella casa y cúranse en ella todos los religiosos de los conventos que caen en el obispado de Tlaxcala; los demás se van a curar a San Francisco de México. El convento esta acabado con su iglesia, dos claustros bajos y otros dos altos, dormitoros y celdas; la huerta es pequeña, danse en ella muchos esparragos, mucha y buena hortaliza para la cual y para toda la casa tiene una fuente de agua muy buena que se reparte de suerte y que hay cuatro o cinco caños.

El convento y el templo continuaron siendo decorados y embellecidos hasta 1767 con varios periodos de inactividad que llegaban a durar hasta 10 años en los que reunían fondos para continuar las obras. su edificio fue hecho de la cantera extraída del cercano cerro de San Cristóbal donde se hallan actualmente los fuertes de Loreto y Guadalupe.
En la pared de la sacristía se exhibe una inscripción que dice "1631" y en anales se menciona que la torre se concluyó en 1672 y en 1673 "se puso pila y se empedró todo". En una lápida adosada a la pared poniente de la torre del templo dice: 

SE EMPESÓ Y SE ACABO ESTE CURATO Y EL GENERAL SIENDO GUARDIAN EL M R FR ALONSO DE LEON LETOR DE PRIMA DE SAGRADA TEOLOGIA Y CALIFICADOR DE SANTO OFICIO. 1696.

Motolinía menciona el monasterio como el de San Francisco de los Ángeles. El templo fue consagrado entre 1615 y 1697 a la impresión de las llagas de Ntro. Seráfico Padre San Francisco.
Cabe destacar que mientras arrancaba la construcción de la Catedral de Puebla (1575), el templo franciscano estaba muy avanzado, interviniendo en ambas obras el arquitecto Francisco Becerra proyectando la traza inicial del primero y construyendo el coro y las capillas del segundo. Para el siguiente siglo, el edificio de una nave, fue cubierto con bóvedas de enervadura, que substituyeron a la cubierta de vigas que inicialmente tuvo, se embelleció tanto la iglesia como el convento con puertas de madera entablerada, se enrejó la capilla mayor, se enlozaron pisos, se revistieron de azulejos las paredes exteriores y se decoró el interior con numerosos retablos barrocos que más tarde serían retirados durante el siglo XIX en el que fue transformado de manera incorrecta al estilo neoclásico siguiendo modas estilísticas.

## Arquitectura

### Portada o fachada
El templo de una sola nave está reforzado con contrafuertes cuadrados y un pretil que remata la planta alta. Su fachada es de estilo Churrigueresco, hecha de cantera, ladrillo y azulejo, construida entre 1743 y 1767 por el arquitecto José Buitrago.
La fachada es abocinada presentando tres muros en cuyo paramento destacan 14 grandes tableros de azulejos poblanos que representan a jarrones con flores y dos más pequeños que representan a Dios Padre y a la Virgen Conquistadora.
La portada en cantera consta de tres cuerpos en barroco estípite, la primera comenzando desde abajo consta de la puerta en madera al estilo mudéjar con los escudos franciscanos, en la clave del arco y en la hoja derecha, y el dominicano en la hoja izquierda. Continua hacia arriba una hornacina con la escultura de San Antonio de Padua, en el segundo cuerpo otra conteniendo a la Virgen María de la Defensa, arriba de ella un alto relieve representando los Estigmas o Llagas de San Francisco de Asís y a sus lados las esculturas de San Antonio y de San Cristóbal. En medio del segundo y el tercer cuerpo se halla un óculo mixtilíneo cuyo vano fue cubierto con piedra de Tecali en lugar de vidrio. En la hornacina del último cuerpo se halla la figura del Patriarca San José con el niño Jesús y a su lado derecho a San Joaquín e izquierdo a Santa Ana. Culmina la cornisa con una última hornacina que tiene a la Virgen María y rematando todo el conjunto con la figura del Arcángel San Miguel, el Patrono de la Ciudad de Puebla.

### La torre

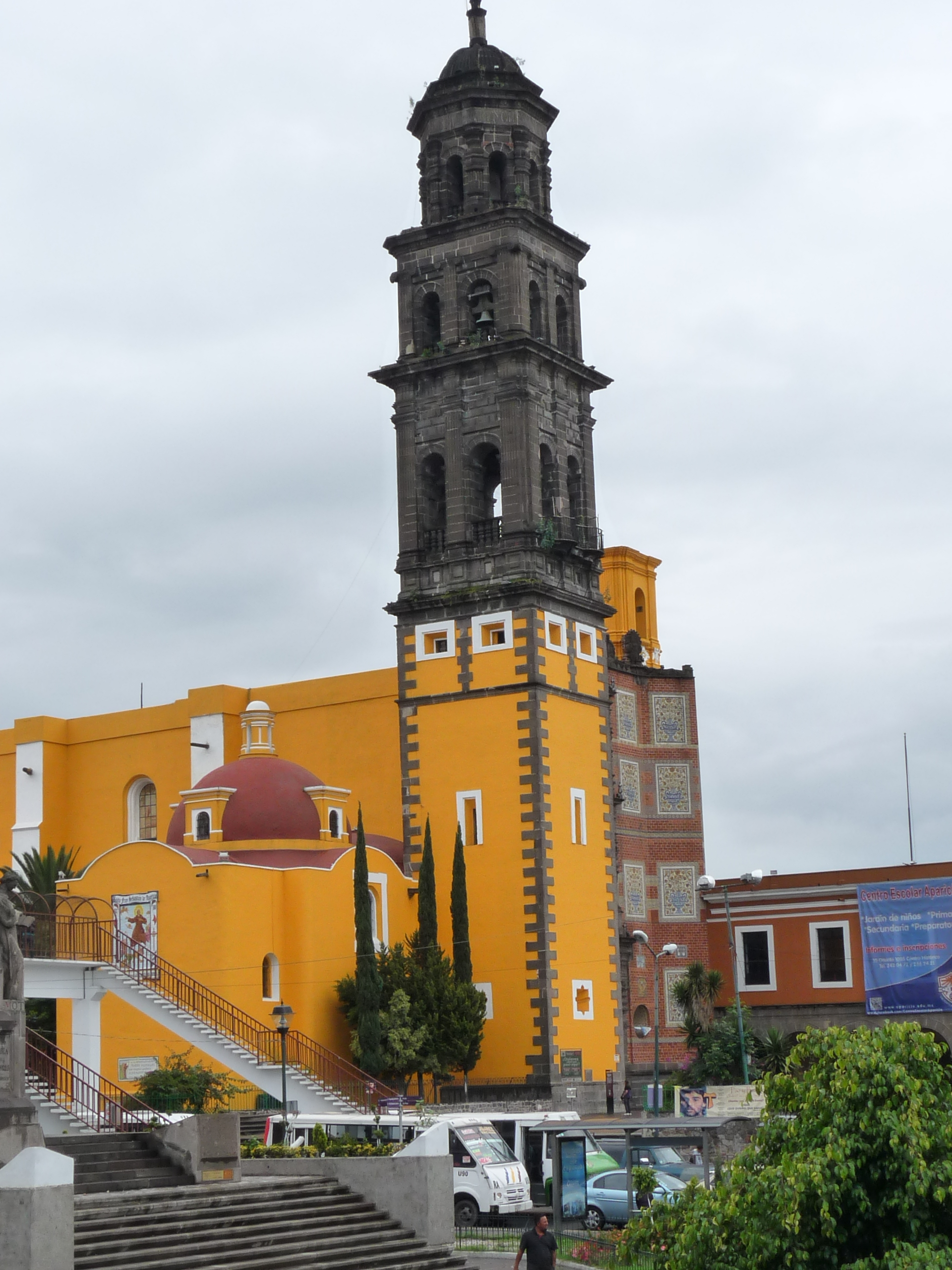
Detalle de la torre

Su construcción se comenzó en el año de 1730 por el padre Tapia, quien la dejó a la altura de la cornisa. El padre lego dominico José Antonio continuo la obra en cantera adecuándole campanas y finalizándola en 1767. 
La torre tiene 63 m de altura y se posa sobre un hueco sobre la bóveda de una pequeña capilla, su basamento de mampostería llega a la altura de la cornisa del templo, seguido de dos cuerpos de planta cuadrada y un remate ochavado siendo separados por gruesas cornisas, su construcción se compone de estructuras apilastradas con dos campaniles a cada lado. Esta quedó dañada en la parte superior durante un Sismo el 19 de septiembre de 2017, pero actualmente la torre fue reconstruida.